# Peritrichia nigromaculata
Peritrichia nigromaculata är en skalbaggsart som beskrevs av Hermann Burmeister 1844. Peritrichia nigromaculata ingår i släktet Peritrichia och familjen Melolonthidae. Inga underarter finns listade i Catalogue of Life.